# Théodore Macridy Bey
Théodore Macridy Bey ou Théodoros Macridy-Bey, né en 1872 à Constantinople et mort à Istanbul en décembre 1940 est un archéologue grec ottoman puis turc, conservateur des musées d'Istanbul puis d'Athènes.
Il organise, en coordination avec des archéologues français et allemands, de nombreuses fouilles archéologiques dans l'Empire ottoman. Il participe ainsi au développement de l'archéologie grecque et de l'archéologie hittite.
Après la Première Guerre mondiale, il reste en poste à Constantinople et continue d'organiser des fouilles archéologiques pour l'administration turque, avant de terminer sa carrière comme directeur du musée Benaki à Athènes.

## Biographie
Théodore Macridy est né dans le quartier du Phanar de Constantinople en 1872. Il est le fils de Constantine Ferik Macridy Pacha, un médecin militaire grec, général de brigade de l'armée ottomane, dont les origines familiales se situeraient en Macédoine ottomane. Macridy est élève au lycée grec de Phanar puis l'école impériale de Galatasaray.
Grec ottoman, Macridy incarne l'ottomanisme et adjoint à son nom de famille le titre honorifique de bey, réservé aux fils de pachas ottomans, ce qu'il est. Il signe ainsi certaines de ses publications. Il maîtrise le français, langue de ses études, et c'est dans cette langue qu'il correspond avec son supérieur aux musées de Constantinople. Il n'entretient pas de lien particulier avec la communauté grecque de Constantinople et se pense comme un laïque, loyal envers l'Empire ottoman. Son fils meurt dans l'armée ottomane pendant la Première Guerre mondiale.

### Conservateur de musée et archéologue
En 1892, il entre aux musées de Constantinople comme secrétaire, sans doute grâce à son père, et s'initie au classement des objets archéologiques. Il devient ensuite commissaire du Musée impérial ottoman dans les fouilles archéologiques organisées par les missions étrangères. Il est chargé de faciliter la logistique et apprend ainsi l'archéologie en suivant des fouilles autrichiennes et allemandes presque tous les ans de 1897 à 1906.
Excellent archéologue de terrain, méthodique et enthousiaste, il découvre beaucoup de monuments grecs et œuvre considérablement pour leur sauvegarde, malgré de faibles moyens. En 1907, accède au poste de conservateur de musée. Second d'Osman Hamdi puis du frère de celui-ci Halil Edhem, avec lesquels il s'entend bien, Macridy est longtemps directeur adjoint des musées d'Constantinople, où il joue un rôle très important,, notamment dans l'agrandissement des musées.

### Archéologie grecque, phénicienne et musulmane

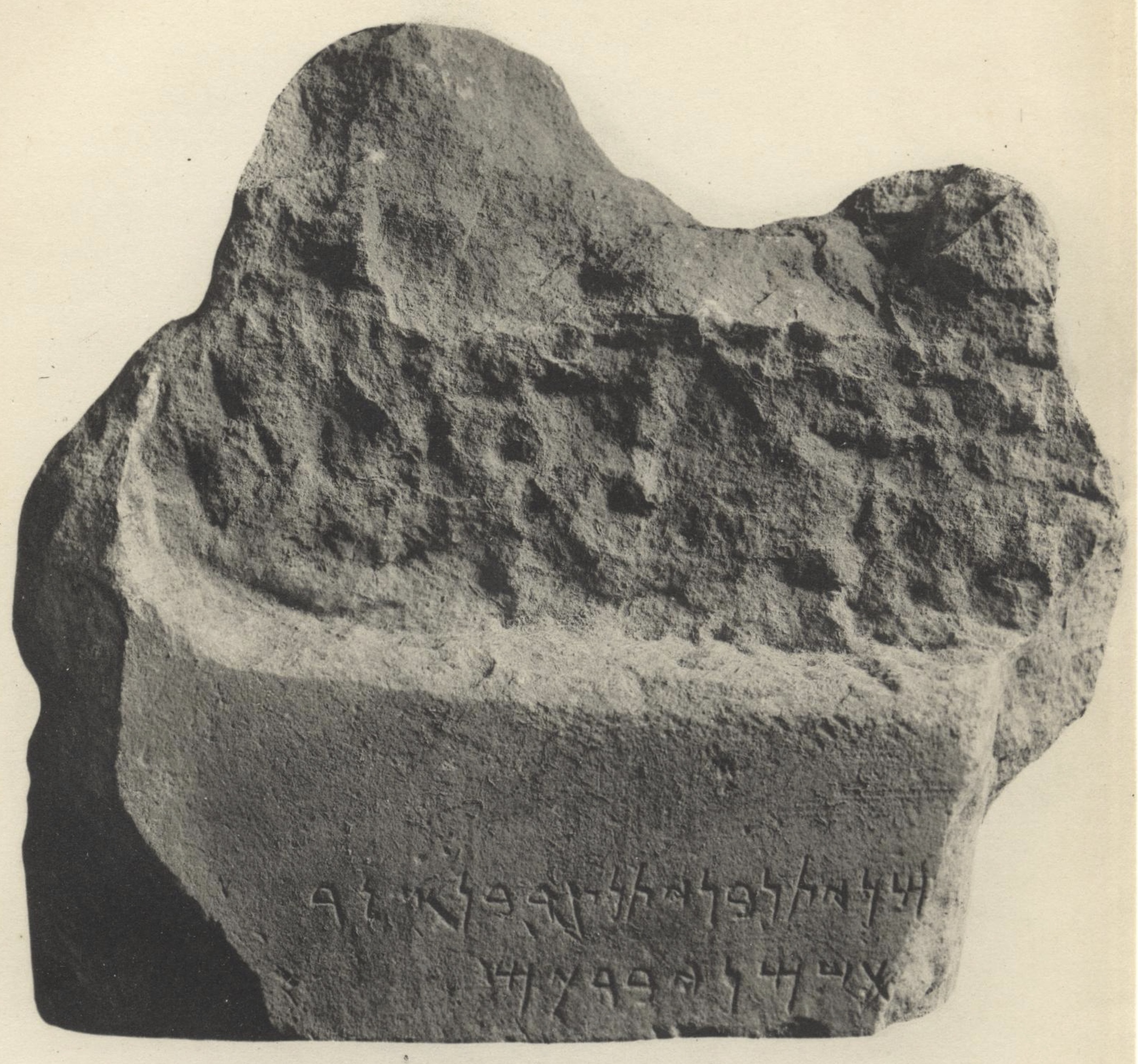
Inscription en l'honneur du dieu phénicien Eshmoun trouvée par Théodore Macridy-Bey à Sidon

En 1902-1904, Il fouille des nécropoles à Sidon, pour le compte du service ottoman des Antiquités, et en collaboration avec Georges Contenau. Il y découvre notamment des stèles funéraires peintes. Au même moment, il conduit également des fouilles sur le site islamique de Raqqa, en Syrie,.
  
En 1909, il explore le Metrôon de Cyzique et le temple d'Artémis Polô à Thasos. Après l'avoir prospecté en 1905 puis en 1907, il réserve en 1913 aux Français l'accès du site de Claros, où il travaille avec Charles Picard,, fouillant le temple d'Apollon.
En 1910, il met au jour le tombeau hellénistique dit Tombeau de Macridy Bey à Langaza (Langadas) dans la banlieue de Thessalonique en Macédoine,,.

### Archéologie hittite
À partir de 1906, il étudie aussi les Hittites, participant à la mission archéologique allemande dirigée par Hugo Winckler à Bogazkhöy qui découvre la capitale des Hittites, Hattusa et les tablettes qui permettent de connaître cette civilisation,. Ses activités vont bien au-delà de celles d'un commissaire et il est considéré comme un archéologue par Hugo Winckler. Toutefois, il n'est pas autorisé par son administration à faire des publications sur ces fouilles.  
La présence de Macridy Bey dans cette mission permet de donner après coup au gouvernement ottoman une part de la responsabilité de la direction des fouilles, au détriment des institutions archéologiques allemandes. Cela sert l'argumentaire de récupération du passé hittite par le nationalisme turc après la Première Guerre mondiale. 
En 1907, Macridy Bey découvre et étudie la porte des sphinx à Alacahöyük et la citadelle archaïque d'Akalan, près de Samsun,,.

### De Constantinople à Athènes
À Constantinople, il aménage les musées et dégage des ruines byzantines, en association avec le corps expédionnaire français et l'École française d'Athènes jusqu'en 1923,. De manière dérogatoire, il reste à son poste sous l'administration turque, malgré la décision de cette dernière de ne plus employer de non-musulmans. En effet, à la fin de la guerre gréco-turque de 1919-1923, une enquête montre qu'il ne s'est livré à aucune activité anti-turque, ce qui lui permet de conserver son poste.   
Macridy continue donc ses activités de conservateur de musée et ses fouilles archéologiques. De 1925 à 1929, il organise des fouilles à Ankara et à Constantinople. En 1929, il organise les premiers sondages sur le site du monastère stambouliote tou Libos.   
En, novembre 1930, Macridy prend sa retraite de l'administration turque et s'installe à Athènes. La famille Benakis fait appel à lui pour diriger le musée qu'elle crée, le musée Benaki, qu'il organise et complète, de 1931 à sa mort. Il se rend souvent à Istanbul et c'est là qu'il tombe malade et meurt, en décembre 1940. Il y est enterré.

## Publications
Les publications de Théodore Macridy paraissent dans les principales revues d'Europe occidentale, même s'il n'y a jamais vécu.
- Théodore Macridy, « Le temple d'Echmoun à Sidon : fouilles exécutées par le Musée impérial ottoman », Revue biblique, vol. 11, no 4,‎ 1902, p. 489–515 (ISSN 1240-3032, lire en ligne).
- Théodore Macridy, « Le temple d'Echmoun à Sidon : fouilles exécutées par le Musée impérial ottoman (suite) », Revue biblique, vol. 12, no 1,‎ 1903, p. 69–77 (ISSN 1240-3032, lire en ligne).
- Théodore Macridy, « Le temple d'Echmoun à Sidon : fouilles exécutées par le Musée impérial ottoman (suite) », Revue biblique, vol. 1, no 3,‎ 1904, p. 390-403 (ISSN 1240-3032, lire en ligne).
- Théodore Macridy, « A travers les nécropoles sidoniennes », Revue biblique, vol. 1, no 4,‎ 1904, p. 547–572 (ISSN 1240-3032, lire en ligne).
- Théodore Macridy, « Une citadelle archai͏̈͏̈que du Pont : fouilles du Musée Impérial Ottoman », Mitteilungen des Vorderasiatischen Gesellschaft, vol. 12, no 4,‎ 1907 (lire en ligne).
- Théodore Macridy, « La porte des sphinx à Euyuk : fouilles du Musée Impérial Ottoman », Mitteilungen des Vorderasiatischen Gesellschaft, vol. 13, no 3,‎ 1908 (lire en ligne).
- Charles Picard et Théodore Macridy-Bey, « Fouilles du Hiéron d'Apollon Clarios, à Colophon. Première campagne. », Bulletin de correspondance hellénique, vol. 39, no 1,‎ 1915, p. 33–52 (DOI 10.3406/bch.1915.3106, lire en ligne).
- Charles Picard et Théodore Macridy-Bey, « Attis d'un Métrôon ( ? ) de Cyzique », Bulletin de correspondance hellénique, vol. 45, no 1,‎ 1921, p. 436–470 (DOI 10.3406/bch.1921.3055, lire en ligne).
- Théodore Macridy-Bey et Jean Ebersolt, « Monuments funéraires de Constantinople », Bulletin de correspondance hellénique, vol. 46, no 1,‎ 1922, p. 356–393 (DOI 10.3406/bch.1922.3037, lire en ligne).
- Theodore Macridy, « The Monastery of Lips and the Burials of the Palaeologi », Dumbarton Oaks Papers, vol. 18,‎ 1964, p. 253–277 (ISSN 0070-7546, DOI 10.2307/1291214, lire en ligne) (publication posthume par Cyril Mango).

### Notices biographiques
- Ève Gran-Aymerich, « Macridy Bey, Theodoros (?-1941) », dans Les chercheurs de passé : 1798-1945. Aux sources de l'archéologie, Paris, CNRS éditions, 2007, 2e éd. (1re éd. 2001), 1271 p. (ISBN 978-2-271-06538-4, lire en ligne), p. 962.
- (en) Ioannis N. Grigoriadis, « Developing Archaeology and Museology in the Ottoman Empire, Turkey, and Greece: Théodore Macridy, an Ottoman Greek ‘Liminal Scientist’ », European Journal of Archaeology,‎ 2022, p. 1–17 (ISSN 1461-9571 et 1741-2722, DOI 10.1017/eaa.2022.45, lire en ligne).
- Charles Picard, « THEODOROS MACRIDY-BEY († 1941) », Revue archéologique, vol. 21,‎ 1944, p. 48–50 (ISSN 0035-0737, lire en ligne, consulté le 20 décembre 2022).